# Перекристалізація (мінералогія)

Зона перекристалізації (білого кольору) локалізована між двома гранітними утвореннями. Янцівський гранітний кар'єр.

Перекристалізація — у мінералогії — перебудова мінеральних агрегатів.

## Загальна характеристика
Перекристалізація веде до зміни розміру зерен (структури), їх розміщення (текстури), а іноді до зміни мінерального (фазового) складу. Перекристалізація відбувається без змін хімічного складу, може виникати при підвищенні тиску і температури та при появі розчинника.

## Різновиди
- ПЕРЕКРИСТАЛІЗАЦІЯ З ПОДІЛОМ НА ЧАСТИНИ — утворення дрібних мінеральних індивідів за рахунок більших при поділі останніх.

- Гістерокристалізація[1][2] — процес перекристалізації аморфних або щільних мінералів гідрохімічним шляхом.